# سوگوی
سوگوی (روسی: Сугой) یک رودخانه در استان ماگادان کشور روسیه است.